# Каганов Ісак Якович
Кага́нов Ісак Якович (12 жовтня (24 жовтня) 1898, м. Лубни, Полтавська губернія, Російська імперія — 13 лютого 1981, Харків) ― радянський український книгознавець, бібліотекознавець, перекладач, педагог, бібліофіл, кандидат філологічних наук (1944), доцент Харківського державного інституту культури (1949—1970).

## Життєпис
Ісаак Якович Каганов народився 12(24) жовтня 1989 року в Лубнах Полтавської губернії в родині управителя млина. У 1917 році зі срібною медаллю закінчив гімназію і вступив до Московського університету на історико-філологічний факультет. У 1918 році через революційні події перевівся до Харківського університету (на той час Академія теоретичних знань). Після закінчення навчання на літературному факультеті, вступив до аспірантури при кафедрі історії європейської культури (наук. керівник — професор О. І. Білецький), яку закінчив у 1924 році.
Трудову діяльність розпочав у 1920 році, обіймав посади літературного та технічного редактора в різних журналах та видавництвах: «Держвидав України», «Научная мысль». Водночас, працював доцентом кафедри книгорозповсюдження Кооперативного інституту (1925—1934), кафедри книгознавства Харківського інституту народної освіти, пізніше (Харківський інститут політичної освіти, Всеукраїнський інститут комуністичної освіти — назви Харківської державної академії культури у 1920–30-х роках). Викладав курси з історії книги, видавничої справи, техніки художнього оформлення видань, історії зарубіжної літератури у Поліграфічному інституті у 1930—1933 роках.
Окрім викладацької діяльності в ті роки науковець публікував десятки рецензій книгознавчого та літературознавчого характеру на сторінках українських журналів: «Шлях освіти», «Нова Книга», «Червоний шлях», «Критика», «Радянський книгар» та інші.
Ісак Якович мешкав у Харкові в «Будинку Спеціалістів» з дружиною Діною Давидівною та сином Мойсеєм.
У 1939 році Каганова запросили на посаду старшого викладача кафедри зарубіжної літератури Харківського державного університету та обрали секретарем ученої ради філологічного факультету. Обіймав посаду заступника декана від 1940 року. 
У 1941 році евакуювався разом з ХДУ до м. Кзил-Орда та продовжував викладати в Об'єднаному українському університеті. Працював над дисертацією «Роман И. Эренбурга „Падение Парижа“. Опыт тематико-композиционного анализа». У 1944 році, повернувшись до Харкова, захистив її у Харківському державному університеті. Отримав вчене звання доцента. За сумісництвом працював у Харківському педагогічному інституті. Викладав історію західноєвропейської літератури і театру у Харківському театральному інституті (1946—1949). Був звільнений з інституту за звинуваченням у космополітизмі та перекручуванні ідейного змісту лекцій і більше п'яти років не мав можливості друкуватись.
З 1949 і до 1970 року життя І. Я. Каганова пов'язане з Харківським державним бібліотечним інститутом. У різні періоди обіймав посади доцента кафедр бібліотекознавства (1949—1968) та книгознавства (1968—1970). Викладав навчальні дисципліни: «Історія книги», «Історія зарубіжної літератури», керував підготовкою студентських дипломних робіт.
У 60-ті роки харківський книгознавець і бібліофіл разом із ХДНБ ім. В. Г. Короленка та з товариством «Знання» заснував «Клуб шанувальників книг». На засіданнях клубу розглядались питання розвитку літератури, історії книги, бібліофільства, книжкової графіки, колекцій бібліотек, рідкісних видань. З доповідями виступали Скібнєвський О. Б., Габель М. О., Фрідьєва Н. Я., Чернявський Г. Й., Черняков М. В., Лейбфрейд О. Ю., Шоломова С. Б. та інші. Творчі стосунки пов'язували І. Каганова з відомими вченими: Ісаєвичем Я. Д., Максименком Ф. П., Сидоровим О. О., Фрадкіним М. З., Айзенштоком І. Я. та іншими.
І. Я. Каганов досліджував історію української книги та книговидання XVI—XІХ ст., книжкової культури, коло читання українців різних епох. Вивчав питання текстології та мовних ознак українських стародруків (ознак книжної української мови), книжкової архітектоніки стародрукованої книги, техніки книгодрукування, особливостей друкарського шрифту, специфіки книжкової ілюстрації, малої книжкової графіки — оздоблення, екслібрисів. Серед основних наукових досягнень І. Я. Каганова — класифікація гравюри у стародруках, дослідження історії пересувних (мандрівних) друкарень в Україні, теоретична розробка напрямків досліджень «вивчення читача як проблема книгознавства» та «особиста бібліотека», класифікація книжкових знаків, введення до наукового обігу відомостей про рукописний каталог бібліотеки Харківського колегіуму 1769 року, матеріалів про українських культурних діячів XVIII ст. ― мандрівників і письменників Василя Григоровича-Барського та Якова Марковича, історика, письменника, перекладача та бібліофіла Григорія Полетики. Вчений дослідив читацькі та бібліофільські вподобання Тараса Шевченка і Лесі Українки.
1983 року у ХДНБ ім. В. Г. Короленка було створено особовий архівний фонд І. Я. Каганова. Він містить рукописи кандидатської дисертації, досліджень в галузях книгознавства, бібліотекознавства, літературознавства, історії мистецтва книги та українського бібліофільства; курси лекцій з історії книги, українського друку та преси; листування з українським мистецтвознавцем П. О. Білецьким, біобібліографічні матеріали, фотодокументи, відгуки та рецензії на праці І. Я. Каганова, примірники книжок та авторефератів дисертацій, відбитки статей з дарчими написами авторів І. Я. Каганову та інші матеріали.

## Основні праці
- Технічне обличчя української книги: (постановка питання) // Нова книга. — 1925. ― № 4. ― С. 76–77.

- Культура української книги: (замість огляду) // Критика. — 1928. ― № 2. ― С. 100—115.
- Культура радянської книги за 15 років // Радян. книгар. ― 1932. ― № 31. ― С. 20–22.
- Українська книга за роки громадянської війни // Прапор. — 1957. — № 12. — С. 113—119.
- Українська книга кінця XVI—XVII століть: нариси з історії книги. — Харків, 1959. — 144 с.
- Шевченко и книга // Книга. Исследования и материалы. ― Москва, 1962. ― Сб. 7. ― С. 264—287.
- Der Bibliothekskatalog und die «instruction» des Charkover Kollegiums 1769 // Jahrbuch für Geschichte der Ud SSR und der volksdemokratischen Länder Europes. ― Berlin, 1963. — Bd. 7. — S. 393—410.
- Бібліофільство і радянські бібліотеки // Бібліотекознавство та бібліогр. — Харків, 1965. ― Вип. 2. ― С. 26–38.
- Проблеми вивчення української книжкової культури XVIII сторіччя // Українська книга / Укр. поліграф. ін-т ім. Івана Федорова. ― Київ ; Харків, 1965. ― С. 220—236.
- Що читали сучасники Г. Сковороди // Радян. літературознавство. ― 1967. ― № 6. С. ― 77–80.
- Клуб книголюбів — важлива ділянка культосвітньої роботи // Культ.-освітня робота: міжвідомч. респ. зб. ―1968. ― Вип. 5. ― С. 51–66.
- Книжкові знаки харківських графіків // Бібліотекознавство та бібліогр. ― 1970. ― Вип. 9. ― С. 101—113.
- Дослідження початків слов'янського книгодрукування // Архіви України. ― 1972. ― №. 3. ― С. 84–85. Рец. на кн.: Немировский Е. Л. Начало славянского книгопечатания. Москва, 1971. 270 с.
- Академик Александр Иванович Белецкий как библиофил и книговед // Книга. Исследования и материалы. ― Москва, 1977. ― Сб. 34. ― С. 116—135. Співавтор М. О. Габель.
- «Радянський книгар» (1929—1932) — боевой орган украинских книжников // Книжная торговля. Исследования и материалы. — Москва, 1979. — Сб. 6. — С. 170—177. Співавтор І. О. Вовченко.